# Rikei ga Koi ni Ochita no de Shōmei Shite Mita
Rikei ga Koi ni Ochita no de Shōmei Shite Mita (Nhật: 理系が恋に落ちたので証明してみた。 dịch: Giải mã tình yêu bằng khoa học) hay RikeKoi là bộ manga hài lãng mạn của Nhật Bản, được sáng tác bởi Alifred Yamamoto. Nó đã được đăng trực tuyến trên trang web Comic Meteor của Flex Comix từ năm 2016 và sau đó được tổng hợp thành mười tám tập tankōbon vào năm 2025. Phiên bản live-action truyền hình dài bốn tập được phát sóng từ ngày 1 tháng 9 đến ngày 22 tháng 9 năm 2018, và một bộ phim điện ảnh chuyển thể đã được công chiếu vào ngày 1 tháng 2 năm 2019. Phiên bản chuyển thể anime mùa một, sản xuất bởi Zero-G, được phát sóng từ tháng 1 đến tháng 3 năm 2020. Mùa hai được phát sóng từ tháng 4 đến tháng 6 năm 2022.

## Nội dung
Shinya Yukimura và Ayame Himuro là hai nhà khoa học dữ liệu trẻ tuổi và thông minh, làm việc tại Đại học Saitama. Cả hai đều có niềm tin rằng toán học là công cụ mạnh mẽ nhất mà nhân loại có thể sử dụng để giải thích mọi thứ. Vì vậy, khi Ayame đột nhiên thổ lộ tình cảm của mình với Yukimura, anh quyết định bắt đầu thực hiện một thí nghiệm với nhóm của mình để trả lời câu hỏi: Liệu có thể giải thích một thứ phức tạp như tình yêu bằng cách tiếp cận toán học không? Câu chuyện đã làm rõ cách mà các nhà khoa học tiến hành các thí nghiệm khác nhau để định lượng mức độ yêu đương, đồng thời họ cũng phải lòng nhau trên chặng đường ấy.

## Nhân vật
Shinya Yukimura (雪村心夜 Yukimura Shinya)
Thủ vai bởi: Shun Nishime (live-action)
Lồng tiếng bởi: Yuma Uchida
Yukimura là sinh viên tốt nghiệp năm nhất. Anh thích phân tích mọi thứ theo một cách khoa học. Anh có một ngoại hình điển trai với mái tóc xám rủ trên trán. Anh thích Himuro nhưng mỗi khi anh và cô làm điều gì đó quá thân mật thì anh lại cảm thấy ngại ngùng.
Ayame Himuro (氷室菖蒲 Himuro Ayame)
Thủ vai bởi: Nana Asakawa (live-action)
Lồng tiếng bởi: Sora Amamiya
Himuro là sinh viên tốt nghiệp năm nhất, người cũng có niềm đam mê ám ảnh với khoa học như Yukimura. Cô có một ngoại hình xinh đẹp với mái tóc dài, màu tím nhạt. Cô cũng là người đầu tiên tỏ tình với Yukimura. Cả hai đều có sự hứng thú khi nói chuyện về khoa học, nhưng mỗi khi nói về chuyện tình cảm, cô tỏ ra hiểu biết rõ hơn về lĩnh vực này. Trong anime, mỗi khi cô vui vẻ thì tóc đuôi ngựa của cô sẽ đung đưa qua lại để bày tỏ sự thích thú.
Kotonoha Kanade (奏言葉 Kanade Kotonoha)
Thủ vai bởi: Yuuka Yano (live-action)
Lồng tiếng bởi: Natsuko Hara
Kanade là sinh viên năm thứ tư tại phòng thí nghiệm của Ikeda, là đàn em của Yukimura và Himuro. Cô yêu khoa học vì những sự khen ngợi của giáo viên toán thời trung học của mình, cũng như cô yêu quý nhóm học của mình. Cô có tính tình thẳng thắn, mỗi khi Himuro và Yukimura không theo đuổi nhau như một cặp đôi bình thường thì cô thường tỏ ra mất kiên nhẫn, khiến cho quá trình đó trở nên phức tạp hơn. Bản thân cô khao khát muốn có một mối tình lãng mạn bình thường.
Ena Ibarada (棘田恵那 Ibarada Ena)
Thủ vai bởi: Karin Ogino (live-action)
Lồng tiếng bởi: Nichika Ōmori
Ibarada là sinh viên năm thứ hai và là sinh viên năm cuối tại phòng thí nghiệm của Ikeda. Cô có dáng người nhỏ nhắn với mái tóc dài màu hoa oải hương. Cô thích trêu chọc đàn em của mình, đặc biệt là người bạn thân thời thơ ấu là Kosuke. Cô dành phần lớn thời gian của mình để chơi trò chơi điện tử và thường ngủ trưa trên ghế dài của phòng thí nghiệm.
Kosuke Inukai (犬飼虎輔 Inukai Kōsuke)
Thủ vai bởi: Tomu Fujita (live-action)
Lồng tiếng bởi: Jun Fukushima
Kosuke là sinh viên năm thứ tư. Anh là một người đàn ông khá dễ tính với những người con gái khác, hay khoe khoang về mối quan hệ lâu dài của mình với một cô gái tên là Aika, nhưng sau đó mới biết rằng anh ta thực chất là một otaku chính hiệu và Aika thực ra là một nhân vật trong trò chơi mô phỏng hẹn hò, anh ta mê mẩn đến mức anh sưu tầm nhiều tượng nhỏ (figure) và dakimakura (gối ôm dài) của nhân vật này. Anh và Ibarada là bạn thân thời thơ ấu, có chung sở thích chơi điện tử. Anh có một mái tóc vàng.
Giáo sư Ikeda (池田教授 Ikeda-kyōju)
Thủ vai bởi: Ryōtarō Okiayu (live-action)
Lồng tiếng bởi: Ryōtarō Okiayu
Giáo sư Ikeda Kashin là giám thị của phòng thí nghiệm. Ông có tính cách điềm tĩnh nhưng đôi khi có thể trông khá đáng sợ. Ông có thân hình đô con và không ngại bóp nát cây bút trong tay mỗi khi ông xúc động. Ông hiện tại đã kết hôn.
Rikekuma (リケクマ)
Lồng tiếng bởi: Momo Asakura
Linh vật gấu, hay giải thích một số chi tiết khoa học phức tạp cho khán giả.
Arika Yamamoto (山本亜梨華 Yamamoto Arika)
Lồng tiếng bởi: Yui Ogura
Cựu sinh viên của giáo sư Ikeda và là cựu sinh viên của phòng thí nghiệm của ông. Cô khao khát trở thành một họa sĩ truyện tranh chuyên nghiệp và muốn tận dụng mối quan hệ lãng mạn của Yukimura và Himuro làm tài liệu tham khảo cho nội dung của truyện, ngay cả khi điều đó đôi khi có nghĩa là sẽ làm hư hại đi mối quan hệ của họ.
Suiu Fujiwara (藤原翠雨 Fujiwara Suiu)
Lồng tiếng bởi: Marina Yamada
Một sinh viên tốt nghiệp ngành sinh học tại trường đại học. Các nghiên cứu của cô bao gồm các nghiên cứu về thuốc kích dục. Tính cách của cô trái ngược với tính cách của bạn trai cô là Chris.
Chris Florette (クリス・フロレット Kurisu Furoretto)
Lồng tiếng bởi: Yuki Kaji
Một sinh viên tốt nghiệp ngành sinh học, đang làm việc trong cùng phòng thí nghiệm cùng với bạn gái Fujiwara. Tình yêu của họ vô cùng mãnh liệt, thường khiến cho Himuro và Yukimura phải đặt câu hỏi về mối quan hệ của chính họ.
Haru Kagurano (神楽野春 Kagurano Haru)
Lồng tiếng bởi: Rena Hasegawa
Một học sinh trung học và là con gái của một giáo sư tại trường đại học. Sự coi thường của người bố đối với cô khiến cho cô tin rằng mình là một đứa ngốc, nhưng khi Yukimura bắt đầu dạy kèm cho cô, cô mới nhận ra tiềm năng thực sự của mình.

## Truyền thông

### Manga
Bộ manga này được đăng trực tuyến trên trang web Comic Meteor của Flex Comix, sau đó được tổng hợp thành mười tám tập tankōbon, tính đến tháng 2 năm 2025.
| #  | Ngày phát hành            | ISBN              |
| -- | ------------------------- | ----------------- |
| 1  | Ngày 13 tháng 3 năm 2018  | 978-4-86-675923-4 |
| 2  | Ngày 13 tháng 3 năm 2018  | 978-4-86-675933-3 |
| 3  | Ngày 13 tháng 3 năm 2018  | 978-4-86-675943-2 |
| 4  | Ngày 11 tháng 7 năm 2018  | 978-4-86-675018-7 |
| 5  | Ngày 10 tháng 1 năm 2019  | 978-4-86-675043-9 |
| 6  | Ngày 11 tháng 7 năm 2019  | 978-4-86-675068-2 |
| 7  | Ngày 9 tháng 1 năm 2020   | 978-4-86-675090-3 |
| 8  | Ngày 11 tháng 3 năm 2020  | 978-4-86-675096-5 |
| 9  | Ngày 21 tháng 10 năm 2020 | 978-4-86-675122-1 |
| 10 | Ngày 12 tháng 7 năm 2021  | 978-4-86-675156-6 |
| 11 | Ngày 12 tháng 1 năm 2022  | 978-4-86-675188-7 |
| 12 | Ngày 12 tháng 4 năm 2022  | 978-4-86-675208-2 |
| 13 | Ngày 10 tháng 6 năm 2022  | 978-4-86-675222-8 |
| 14 | Ngày 10 tháng 2 năm 2023  | 978-4-86-675269-3 |
| 15 | Ngày 12 tháng 6 năm 2023  | 978-4-86-675294-5 |
| 16 | Ngày 12 tháng 12 năm 2023 | 978-4-86-675325-6 |
| 17 | Ngày 12 tháng 7 năm 2024  | 978-4-86-675363-8 |
| 18 | Ngày 12 tháng 2 năm 2025  | 978-4-86-675409-3 |

### Live-action
Phiên bản live-action truyền hình dài 4 tập, được đạo diễn bởi Masatsugu Asahi, được phát sóng từ ngày 1 tháng 9 đến ngày 22 tháng 9 năm 2018. Một bộ phim điện ảnh chuyển thể đã được công chiếu vào ngày 1 tháng 2 năm 2019. Bộ phim này được đạo diễn bởi Masatsugu Asahi và Toshihiro Sato.

### Anime
Phiên bản chuyển thể anime đã được công bố vào ngày 8 tháng 1 năm 2019. Nó được sản xuất bởi Zero-G, được đạo diễn bởi Tōru Kitahata,  với Rintarō Ikeda và Michiko Yokote viết kịch bản, Yūsuke Isouchi thiết kế nhân vật và hisakuni, Shouichiro Hirata, Kaoru Ōtsuka, Shūhei Takahashi, Takuma Sogi và Yūko Takahashi sáng tác nhạc. Bộ phim được phát sóng từ ngày 11 tháng 1 năm 2020 đến ngày 28 tháng 3 năm 2020 trên các nền tảng Tokyo MX, BS11, AT-X và UHB. Sora Amamiya (diễn viên lồng tiếng cho Ayame Himuro) đã trình bày bài hát ở phần mở đầu là "PARADOX", trong khi Akari Nanawo trình bày bài hát kết thúc là "Turing Love" với utaite Sou là ca sĩ khách mời. Amazon Prime Video Nhật Bản đã phát hành tất cả 12 tập của bộ anime này vào ngày 11 tháng 1 năm 2020, theo giờ tiêu chuẩn Nhật Bản. Crunchyroll đã phát trực tuyến bộ anime này với phụ đề và cũng đã phát hành bản lồng tiếng Anh.
Vào ngày 17 tháng 10 năm 2020, mùa hai của bộ anime đã được công bố trong một sự kiện đặc biệt được tổ chức tại Nhật Bản, với tiêu đề Science Fell in Love, So I Tried to Prove It r=1-sinθ (Heart) (tiếng Nhật: 理系が恋に落ちたので証明してみた。r=1-sinθ（ハート）, Hepburn: Rikei ga Koi ni Ochita no de Shōmei Shite Mita. r=1-sinθ (Hāto)), được phát sóng từ ngày 2 tháng 4 đến ngày 18 tháng 6 năm 2022, với dàn diễn viên tiếp tục đảm nhiệm vai diễn của họ như ở mùa một. Sora Amamiya đã trình diễn bài hát chủ đề ở phần mở đầu là "Love-Evidence", trong khi CHiCO với HoneyWorks và Mafumafu đã bài hát chủ đề ở phần kết thúc là "Bibitto Love"..
Vào ngày 18 tháng 5 năm 2021, đã có thông báo rằng Sentai Filmworks đã mua lại bản quyền phát hành băng đĩa hình cho thuê.

#### Danh sách tập phim

##### Mùa 1
| TT. tổng thể | TT. trong mùa phim | Tiêu đề | Đạo diễn           | Biên kịch      | Kịch bản phân cảnh | Ngày phát hành gốc  |
| ------------ | ------------------ | --- | ------------------ | -------------- | ------------------ | ------------------- |
| 1            | 1                  | "Science-types Fell in Love, So They Tried to Analyze It." Chuyển ngữ: "Rikei ga Koi ni Ochita no de Kaiseki Shite Mita." (tiếng Nhật: 理系が恋に落ちたので解析してみた。)                                      | Kenta Ōnishi       | Rintarō Ikeda  | Tōru Kitahata      | 11 tháng 1 năm 2020 |
| 2            | 2                  | "Science-types Fell in Love, So They Tried Experiments." Chuyển ngữ: "Rikei ga Koi ni Ochita no de Jikken Shite Mita." (tiếng Nhật: 理系が恋に落ちたので実験してみた。)                                         | Atsuko Tonomizu    | Rintarō Ikeda  | Kenta Ōnishi       | 18 tháng 1 năm 2020 |
| 3            | 3                  | "Science-types Fell in Love, So They Try Planning a Date." Chuyển ngữ: "Rikei ga Koi ni Ochita no de Dēto no Keikaku o Tatete Mita." (tiếng Nhật: 理系が恋に落ちたのでデートの計画を立ててみた。)               | Shin'ichirō Ueda   | Michiko Yokote | Shin'ichirō Ueda   | 25 tháng 1 năm 2020 |
| 4            | 4                  | "Science-types Fell in Love, So They Tried Going on a Date." Chuyển ngữ: "Rikei ga Koi ni Ochita no de Dēto Shite Mita." (tiếng Nhật: 理系が恋に落ちたのでデートしてみた。)                                     | Kaoru Suzuki       | Michiko Yokote | Yoshihiro Takamoto | 1 tháng 2 năm 2020  |
| 5            | 5                  | "Science-types Fell in Love, So They Tried Holding a Meeting." Chuyển ngữ: "Rikei ga Koi ni Ochita no de Kaigi Shite Mita." (tiếng Nhật: 理系が恋に落ちたので会議してみた。)                                    | Yasushi Muroya     | Rintarō Ikeda  | Yasushi Muroya     | 8 tháng 2 năm 2020  |
| 6            | 6                  | "Science-types Fell in Love, So They Tried Kissing." Chuyển ngữ: "Rikei ga Koi ni Ochita no de Kisu Shite Mita." (tiếng Nhật: 理系が恋に落ちたのでキスしてみた。)                                               | Hitoyuki Matsui    | Michiko Yokote | Hiroshi Matsuzono  | 15 tháng 2 năm 2020 |
| 7            | 7                  | "Science-types Fell in Love, So They Tried Having a Drinking Party." Chuyển ngữ: "Rikei ga Koi ni Ochita no de Nomikai Shite Mita." (tiếng Nhật: 理系が恋に落ちたので飲み会してみた。)                          | Masaki Utsunomiya  | Rintarō Ikeda  | Akira Nishimori    | 22 tháng 2 năm 2020 |
| 8            | 8                  | "Science-types Fell in Love, So They Tried to Gather Evidence of Love." Chuyển ngữ: "Rikei ga Koi ni Ochita no de Suki no Shōko o Atsumete Mita." (tiếng Nhật: 理系が恋に落ちたので好きの証拠を集めてみた。)    | Atsuko Tonomizu    | Michiko Yokote | Miyana Okita       | 29 tháng 2 năm 2020 |
| 9            | 9                  | "Science-types Fell in Love, So They Tried Attending a Training Camp in Okinawa." Chuyển ngữ: "Rikei ga Koi ni Ochita no de Okinawa Gasshuku Itte Mita." (tiếng Nhật: 理系が恋に落ちたので沖縄合宿行ってみた。) | Hisaya Takabayashi | Michiko Yokote | Hisaya Takabayashi | 7 tháng 3 năm 2020  |
| 10           | 10                 | "Science-types Fell in Love, So They Tried Giving Presentations." Chuyển ngữ: "Rikei ga Koi ni Ochita no de Kenkyū Happyō Shite Mita." (tiếng Nhật: 理系が恋に落ちたので研究発表してみた。)                     | Masaki Utsunomiya  | Rintarō Ikeda  | Toshizō Kida       | 14 tháng 3 năm 2020 |
| 11           | 11                 | "Science-types Fell in Love, So They Tried Having a Fight." Chuyển ngữ: "Rikei ga Koi ni Ochita no de Kenka Shite Mita." (tiếng Nhật: 理系が恋に落ちたので喧嘩してみた。)                                       | Shin'ichirō Ueda   | Rintarō Ikeda  | Akira Nishimori    | 21 tháng 3 năm 2020 |
| 12           | 12                 | "I Knew I Could Fall in Love with You, So I Tried to Prove it." Chuyển ngữ: "Kimi ni Koi ga Dekiru Koto o Shōmei Shite Mita." (tiếng Nhật: 君に恋ができる事を証明してみた。)                                    | Tōru Kitahata      | Rintarō Ikeda  | Tōru Kitahata      | 28 tháng 3 năm 2020 |

##### Mùa 2
| TT. tổng thể | TT. trong mùa phim | Tiêu đề | Đạo diễn        | Biên kịch     | Phân cảnh được thực hiện bởi | Ngày phát hành gốc  |
| ------------ | ------------------ | --- | --------------- | ------------- | ---------------------------- | ------------------- |
| 13           | 1                  | "Science-types Fell in Love, So They Tried Comparing Couples." Chuyển ngữ: "Rikei ga Koi ni Ochita no de Kappuru to Hikaku Shite Mita." (tiếng Nhật: 理系が恋に落ちたのでカップルと比較してみた。)                           | Tōru Kitahata   | Rintarō Ikeda | Tōru Kitahata                | 2 tháng 4 năm 2022  |
| 14           | 2                  | "Science-types Fell in Love, So They Tried Looking for a New Theory." Chuyển ngữ: "Rikei ga Koi ni Ochita no de Atarashii Riron o Sagashite Mita." (tiếng Nhật: 理系が恋に落ちたので新しい理論を探してみた。)                | Yūji Nakata     | Rintarō Ikeda | Akira Nishimori              | 9 tháng 4 năm 2022  |
| 15           | 3                  | "Science-types Fell in Love, So They Tried Taking a Nap." Chuyển ngữ: "Rikei ga Koi ni Ochita no de Hirune Shite Mita." (tiếng Nhật: 理系が恋に落ちたので昼寝してみた。)                                                     | Takeshi Shiga   | Rintarō Ikeda | Miyana Okita                 | 16 tháng 4 năm 2022 |
| 16           | 4                  | "Science-types Fell in Love, So They Tried Going to a Live Concert." Chuyển ngữ: "Rikei ga Koi ni Ochita no de Raibu ni Itte Mita." (tiếng Nhật: 理系が恋に落ちたのでライブに行ってみた。)                                   | Atsuko Tonomizu | Rintarō Ikeda | Akira Nishimori              | 23 tháng 4 năm 2022 |
| 17           | 5                  | "Science-types Fell in Love, So They Tried Analyzing Their Proof of Love." Chuyển ngữ: "Rikei ga Koi ni Ochita no de Suki no Shōko o Bunseki Ori Shite Mita." (tiếng Nhật: 理系が恋に落ちたので好きの証拠を分析折してみた。) | Takeshi Shiga   | Rintarō Ikeda | Akira Nishimori              | 30 tháng 4 năm 2022 |
| 18           | 6                  | "Science-types Fell in Love, So They Tried Not Trying to Prove It." Chuyển ngữ: "Rikei ga Koi ni Ochita no de Shōmei o Shūryō Shite Mita." (tiếng Nhật: 理系が恋に落ちたので証明を終了してみた。)                            | Akira Mano      | Rintarō Ikeda | Akira Nishimori              | 7 tháng 5 năm 2022  |
| 19           | 7                  | "Science-types Fell in Love, So They Tried Going on a Group Date." Chuyển ngữ: "Rikei ga Koi ni Ochita no de Shūdan Dēto Shite Mita." (tiếng Nhật: 理系が恋に落ちたので集団デートしてみた。)                                 | Takeshi Shiga   | Rintarō Ikeda | Miyana Okita                 | 14 tháng 5 năm 2022 |
| 20           | 8                  | "Science-types Fell in Love, So They Tried Confessing Their Feelings to Their Juniors." Chuyển ngữ: "Rikei ga Koi ni Ochita no de Kōhai ni Kokuhaku Shite Mita." (tiếng Nhật: 理系が恋に落ちたので後輩に告白してみた。)      | Masahiro Takata | Rintarō Ikeda | Akira Nishimori              | 21 tháng 5 năm 2022 |
| 21           | 9                  | "Science-types Fell in Love, So They Tried Preparing for a Campus Festival." Chuyển ngữ: "Rikei ga Koi ni Ochita no de Gakuensai no Junbi o Shite Mita." (tiếng Nhật: 理系が恋に落ちたので学園祭の準備をしてみた。)          | Takeshi Shiga   | Rintarō Ikeda | Miyana Okita                 | 28 tháng 5 năm 2022 |
| 22           | 10                 | "Science-types Fell in Love, So They Tried Having a Campus Festival." Chuyển ngữ: "Rikei ga Koi ni Ochita no de Gakuensai Shite Mita." (tiếng Nhật: 理系が恋に落ちたので学園祭してみた。)                                    | Atsuko Tonomizu | Rintarō Ikeda | Akira Nishimori              | 4 tháng 6 năm 2022  |
| 23           | 11                 | "Science-types Fell in Love, So They Tried Getting Married." Chuyển ngữ: "Rikei ga Koi ni Ochita no de Kekkon Shite Mita." (tiếng Nhật: 理系が恋に落ちたので結婚してみた。)                                                  | Akira Mano      | Rintarō Ikeda | Akira Nishimori              | 11 tháng 6 năm 2022 |
| 24           | 12                 | "I Tried to Prove that You Are Fine Just as You Are." Chuyển ngữ: "Kimi ga Ari no Mama de Irareru Koto o Shōmei Shite Mita." (tiếng Nhật: 君がありのままでいられる事を証明してみた。)                                        | Tōru Kitahata   | Rintarō Ikeda | Tōru Kitahata                | 18 tháng 6 năm 2022 |

## Đón nhận
Tính đến năm 2019, bộ manga này đã bán được hơn 600.000 bản.
Năm 2017, bộ manga này được xếp ở vị trí thứ sáu tại giải thưởng Tsugi ni kuru Manga Taishō lần thứ ba, ở hạng mục truyện web.